# Mutemath
Mutemath (también estilizado como: MuteMath) es una banda de rock alternativo nominada a los premios Grammy y originaria de Nueva Orleans, Estados Unidos, cuyo nombre se traduce directamente al castellano como Matemáticas mudas o Matemática Muda. Es difícil catalogar a Mute Math en un solo género, pues sus integrantes son considerados por sus fanes y crítica especializada como músicos virtuosos y versátiles, siempre buscando una experimentación de sonido constante con cualquier instrumento, incluyendo sillas de metal, y hasta reverberaciones dentro del baño de su estudio de grabación casero. El grupo se conforma con Paul Meany (piano, bajo, keytar, teclados, voz principal, samples y recientemente, guitarra), Darren King en la batería, samples, y programación de instrumentos, Greg Hill en la guitarra principal y coros, y Roy Mitchell-Cárdenas en guitarra, upright bajo. Su repertorio incluye piezas que van desde el rock, new wave, electro, psicodelia y jazz.

## Historia

### Formación: La simple unión de dos talentos

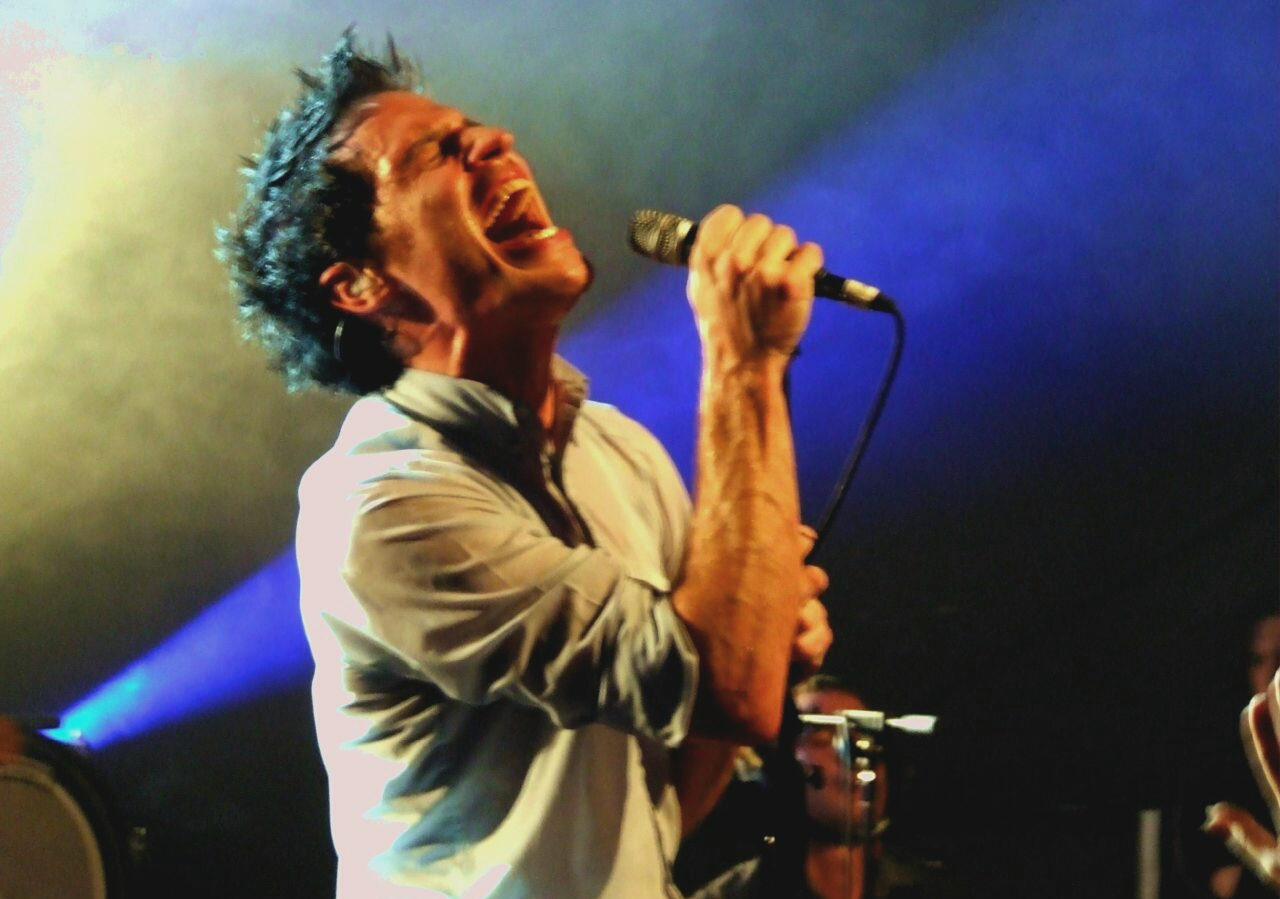
Paul Meany en una presentación de MuteMath.

MuteMath comenzó su historia de éxito en 2001, en una colaboración de larga distancia entre Paul Meany, originario de Nueva Orleans, y el baterista Darren King, establecido en ese entonces en Springfield, Misuri. Los dos conocían sus respectivos trabajos, Paul como exintegrante de la banda cristiana Earthsuit, disuelta en ese mismo año, y Darren enviándole sus demos en CD. Paul quedó gratamente impresionado de la calidad en la batería de Darren, y le propuso conformar una nueva banda, con trazas de música que tuvieron gran alcance en Earthsuit, pero sin imaginar que experimentarían mucho más allá. Después de meses de jugar al "ping pong" musical, con Meany y King enviándose y complementando demos, este último por fin se mudó a Nueva Orleans para encontrarse con Paul para cristalizar la idea de una banda musical. Ya disuelta Earthsuit los dos trabajaron conjuntamente haciendo demos que terminaron por cuajar en el proyecto llamado MATH, nombre con el que iniciaron sus shows en vivo y en sus primeras grabaciones.
Con el reclutamiento del guitarrista Greg Hill, el trío grabó unas cuantas canciones, todas nuevas y con el estilo que comenzaría a distinguir a la banda. Paul le mostró el trabajo a su amigo el productor Tedd T, quien se enamoró de su sonido desde la primera vez que los escuchó. Después de la salida del teclista Alexis Gómez, El trío continuó trabajando con Tedd T en la elaboración de demos, y para las presentaciones en vivo, contaron con la colaboración de Adam LaClave, exintegrante de la banda de art rock Macrosick.

## Álbumes y contribución musical

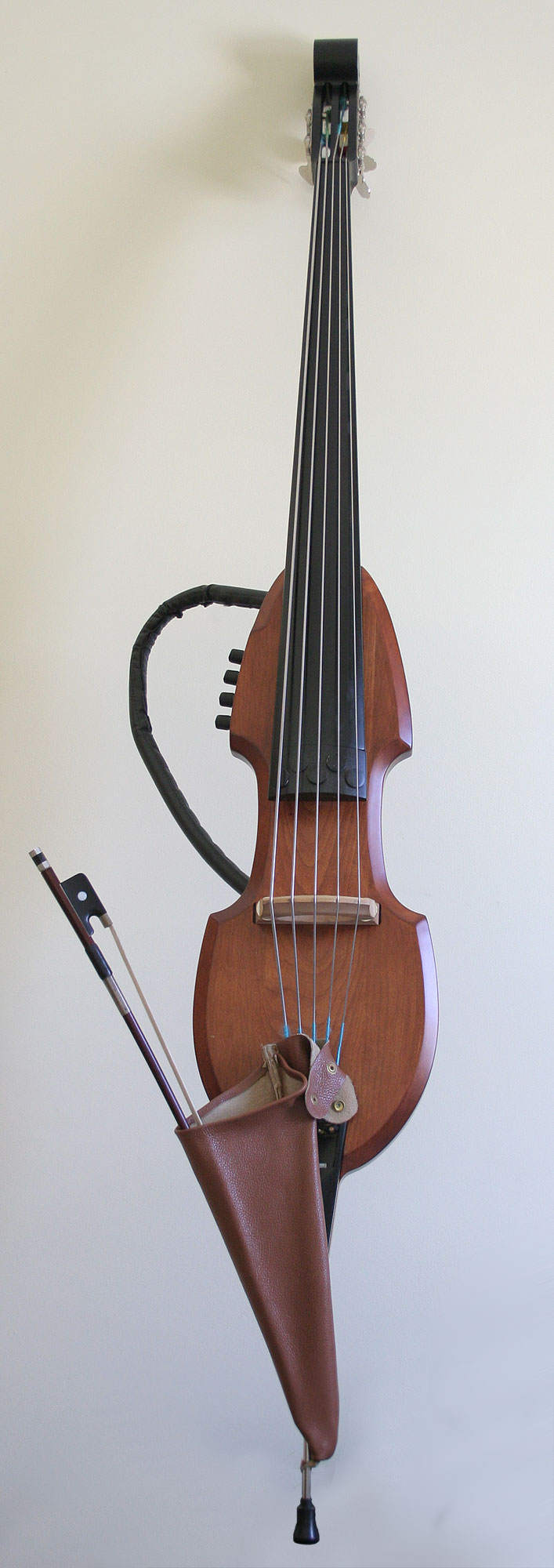
Variación de bajo upright utilizado por la banda.

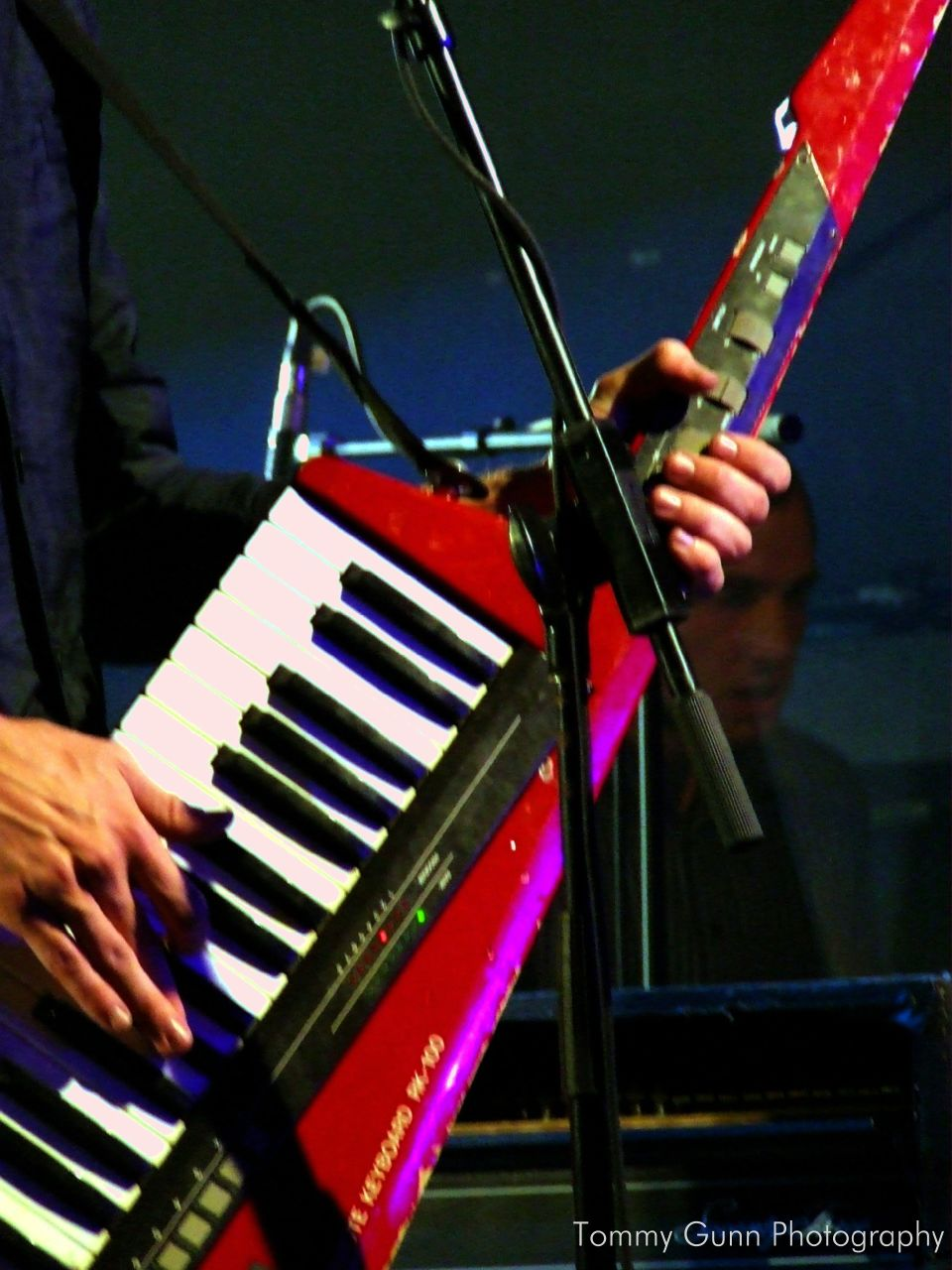
Keytar, instrumento utilizado por Paul Meany en las presentaciones de la banda.

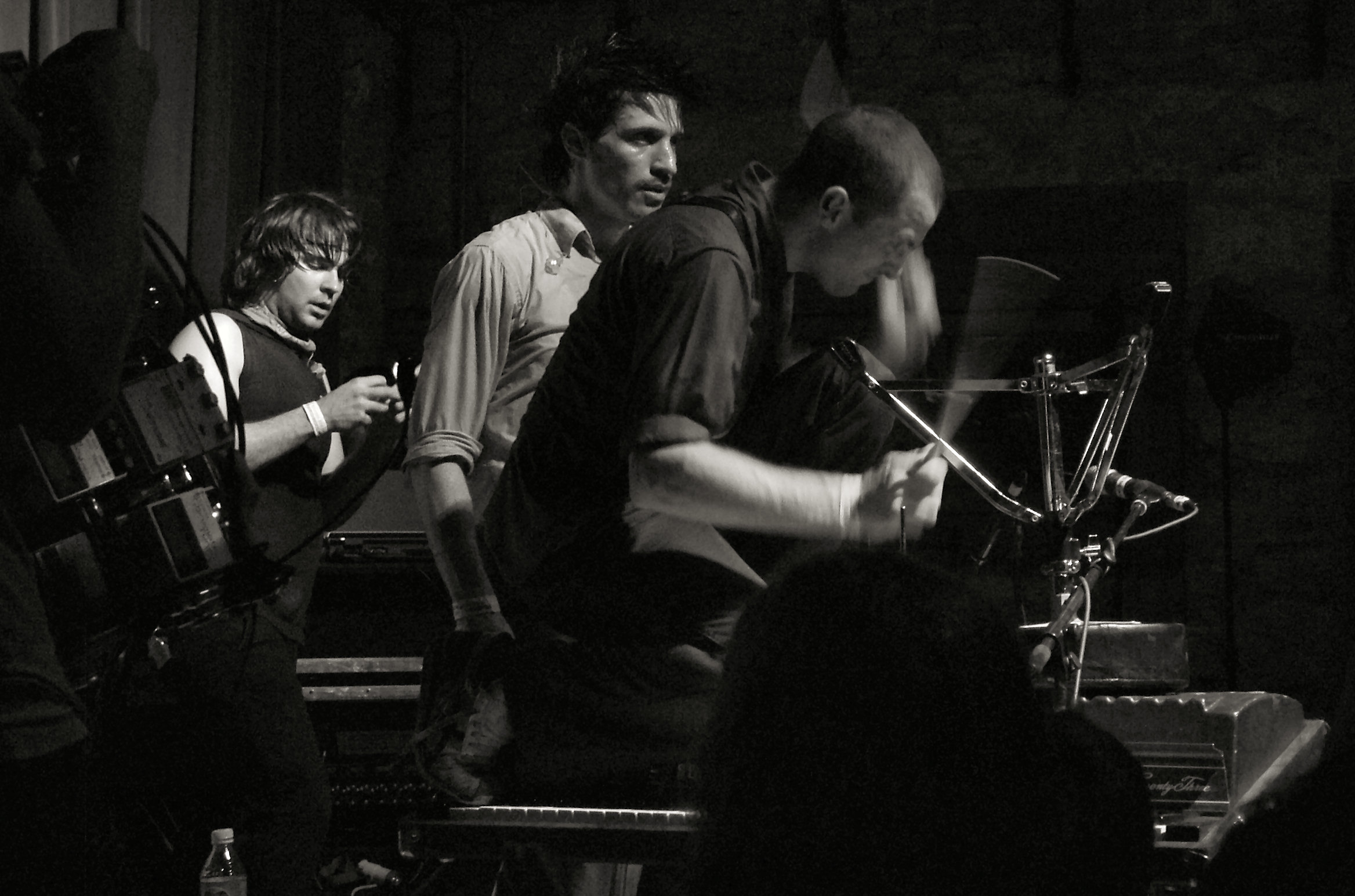
Presentación de la banda en Austin Texas.

### Reset EP, el despegue al éxito
Después de considerar diferentes opciones durante varios meses, el grupo decide hacer las cosas a su modo, y oficialmente cambia su nombre a MuteMath, después de descubrir que MATH ya era usado por otra agrupación. Meany reclutó a Tedd T y el abogado, fundador y mánager de la banda Earthsuit Kevin Kookogey para así formar Teleprompt Records, como una manera independiente de controlar los lanzamientos de Mute Math. Entonces Teleprompt estableció un acuerdo con Warner Music Group en 2004, lanzando en conjunto el EP debut de la banda: Reset en septiembre de ese año. Con una amplia difusión de sus presentaciones en vivo a través del sitio MySpace, sus fanes fueron aumentando, agotando las localidades para los conciertos en Los Ángeles, Nueva York, Nashville, Houston, Dallas y Phoenix. También documentaron sus shows y actualizaban sus blogs con ese material, aumentando también su promoción en la red. Finalmente, reclutaron en invierno de 2004 al bajista Roy Mitchell-Cárdenas, otro exintegrante de Earthsuit y que hasta la fecha forma parte de la banda. Mute Math vendió alrededor de 30 000 copias del EP Reset antes de que se agotaran en 2006.
Varias canciones de este EP fueron reconocidas y le valieron a Mute Math el asomo a la fama; Control fue premiada como la mejor canción de rock moderno en los premios Dove 2005. Reset, una de las canciones emblemáticas de la banda, instrumental en su totalidad, juega con los sonidos de instrumentos incluso hechos por ellos mismos.

### Mute Math, el álbum debut, por fin
Para nosotros, lo que tratamos de hacer es simple. Obviamente, somos una banda; eso es realmente todo lo que hemos querido desde el mismo comienzo sin etiquetarnos en algún género, política o agenda religiosa en particular. Sólo queremos hacer música sin barreras.
Paul Meany - Boise Weekly - 11 de abril de 2007

El 19 de enero de 2006, la banda lanzó su primer álbum homónimo completo, de manera independiente por Teleprompt. Inicialmente este álbum fue empaquetado en jewel case y vendido de forma exclusiva en sus conciertos, en el Tour 2006 del propio álbum, que comenzó en la misma fecha de lanzamiento. A principios de 2006, el álbum se añadió al sitio web de la disquera: Teleprompt Records online store, y de esa forma se vendió también en línea además de los conciertos. De acuerdo a la organización de Mute Math, el álbum homónimo vendió cerca de 10,000 copias sólo en el primer mes de lanzamiento, vendiendo casi 100 copias al día en su sitio web.
Cabe señalar que en mayo de 2006 el álbum se vendió como disco doble en vynil, para coleccionistas.
El 26 de septiembre de 2006, una versión remasterizada fue lanzada por Warner Records, con la adición de tracks adicionales del Reset EP. Una edición limitada live EP, fue incluida con las primeras 25,000 copias. El álbum debutó en el Billboard Chart en el lugar 17. Reapareció en la misma tabla un año después en el número 28 el 4 de agosto de 2007, mientras el primer sencillo de radio "Typical" debutó en el Billboard en el #39 la misma semana. A la fecha, el álbum ha vendido más de 70,000 copias desde su lanzamiento original.

### El fenómeno deTypical
El primer vídeo musical de Mute Math para la canción "Typical" resultó en un suceso para la promoción de vídeos musicales en internet, pues se lanzó en YouTube el 21 de marzo de 2007 y registró más de 100,000 visitas en menos de cuatro días. El video fue dirigido por Israel Anthem y contiene una característica no tan típica: la banda toca la canción hacia atrás, es decir, la letra, los movimientos y la actuación van hacia atrás en toda la duración del video, hecho en el New York Post Hot List. A la banda le tomó tres semanas para aprenderse sus respectivas partituras en reversa. Cuando se les preguntó qué parte había sido más difícil tocar hacia atrás, Paul Meany respondió: "Darren hizo lo más difícil en la batería". Lo más sorprendente fue la realización en vivo de la canción al revés, la coordinación y la falta de edición en el performing. La voz e instrumentos son tocados en reversa, pero la acción es normal.

### Instrumentos y músicaNo-típica
Si tomas aparte pequeños juguetes electrónicos, como por ejemplo, los teclados infantiles, puedes cambiarle el sistema de circuitos para hacer sonidos únicos.
 Darren King

Debido a su versatilidad, gran afinidad y dominio con los instrumentos que utilizan, pueden mezclar sonidos antiguos con las pistas nuevas que crean sobre la marcha en su estudio casero de grabación de Nueva Orleans. Además de su ejecución perfecta de las canciones, Mute Math encuentra personalidad usando instrumentos clásicos y amplificadores de los 60 y 70, complementando con sintetizadores análogos de principios de los 80. Mientras más "sazonado" el instrumento, mucho mejor, afirma Mute Math. También comparten la idea de que detrás de cada instrumento hay una historia, y en su búsqueda para ser lo más genuinos y únicos posibles, la banda toca en la tendencia underground de "circuitos cruzados." Todo esto puede apreciarse en sus presentaciones en vivo, en el DVD que promocionan "Flesh & bones Electric Fun" y en su página blog donde muestran avances de su próximo álbum.
Presentaciones atípicas
Las presentaciones en vivo de Mute Math son versátiles y con mucha movilidad, contrastando con momentos intensos en sus canciones más tranquilas, en escenarios sobrios de acuerdo al arte del álbum en promoción. Paul Meany constantemente se para de manos sobre el sintetizador en actos que parecen circenses; Darren toca una batería muy sencilla que reproduce sonidos que sorprenden por su coordinación y dificultad. Greg y Roy se mueven constantemente sobre sus consolas programando efectos, acompañando a Paul en sus sacudidas sobre el teclado y el escenario, y tocando con las baquetas las cuerdas de sus instrumentos. En el DVD "Flesh & Bones" Paul es cargado por la multitud y devuelto al escenario sin el temor de sufrir algún accidente, sin embargo han sucedido percances menores, por ejemplo el choque accidental entre ellos mismos en el fragor del performing, y la aparición de indeseables desnudos sobre el escenario.

## Discografía
| - Elevator Music - 2004? - Victory Fellowship - Reset EP - 2004 - Teleprompt/WEA - Mute Math - 2006 - Teleprompt/WBR - Armistice - 2009- Teleprompt/WBR - Odd Soul - 2011- Teleprompt/WBR - Vitals - 2015- Wojtek Records - Play Dead - 2017 - Live at the El Rey EP - 2006 - Teleprompt/WBR | - Flesh And Bones Electric Fun: Mute Math Live - 2008 - Teleprompt/WBR - "Typical" (Teleprompt/WBR, 2007) - "Control" (Teleprompt/WBR, 2008) - "Spotlight" (Teleprompt/WBR, 2009) - "Backfire" (Teleprompt/WBR, 2009) |

### Compilaciones
- "Chaos" Aware 11 -Aware Records
- "Transformers Theme" Transformers: The Album - Warner Bros. Records
- "You Are Mine" canción que apareció en 2008 en la película "Never Back Down."

## Listas de popularidad

### Álbumes
| Año  | Álbum     | Posición en la lista  |
| Año  | Álbum     | Billboard Heatseekers |
| ---- | --------- | --------------------- |
| 2004 | Reset EP  | -                     |
| 2006 | Mute Math | 17                    |
| 2009 | Armistice | -                     |
| 2011 | Odd Soul  | -                     |
| 2015 | Vitals    | -                     |
| 2016 | Changes   | -                     |
| 2017 | Play Dead | -                     |

### Singles
| Año  | Título               | Álbum                   | Posición en Lista | Posición en Lista | Posición en Lista     | Posición en Lista | Posición en Lista              | Posición en Lista              |
| Año  | Título               | Álbum                   | US Alternativo    | US Rock Moderno   | Hot Video Clip Tracks | Hot 100 Singles   | Música cristiana contemporánea | Música cristiana contemporánea |
| ---- | -------------------- | ----------------------- | ----------------- | ----------------- | --------------------- | ----------------- | ------------------------------ | ------------------------------ |
| 2004 | "Control"*           | Reset EP                | -                 | -                 | -                     | -                 | -                              | -                              |
| 2005 | "Peculiar People"*   | Reset EP                | -                 | -                 | -                     | -                 | 32                             | 35                             |
| 2007 | "Typical"            | Mute Math               | 34                | 33                | 7                     | -                 | -                              | -                              |
| 2007 | "Transformers Theme" | Transformers: The Album | -                 | -                 | -                     | 20                | -                              | -                              |
| 2008 | "Control"            | Mute Math               | -                 | -                 | -                     | -                 | -                              | -                              |
| 2009 | "Spotlight"          | Armistice               | -                 | -                 | -                     | -                 | -                              | -                              |
| 2009 | "Backfire"           | Armistice               | -                 | -                 | -                     | -                 | -                              | -                              |

## Premios y nominaciones

### Premios
- Dove Award 2005 Mejor canción de Rock moderno - "Control".[17]

### Nominaciones
- Grammy Award 2008 Mejor vídeo musical- "Typical".

## Filmografía
- Flesh And Bones Electric Fun (Teleprompt/WBR, 2007) — DVD Release
- Upcoming Documentary (Teleprompt/WBR/Goodwin Films, 2008) — Release details TBA

## Tours
- Primavera 2005 - SXSW y el Reset Tour con Mat Kearney
- Otoño 2005 - "The Music Is Much Too Loud Tour" con Mae y Circa Survive
- Invierno 2005 - Tour de Lanzamiento de álbum con Vedera
- Primavera 2006 - Tour de Lanzamiento de álbum (segunda gira) con The Working Title
- Mayo de 2006 - "The Album Release Encore" Tour con la aparición de Under The Influence of Giants, Lovedrug, y otros invitados.
- Verano 2006 - Bonnaroo, Lollapalooza, Vans Warped Tour, V Festival
- Otoño 2006 - Tour de otoño con Shiny Toy Guns, The Whigs, Jonezetta, y Club Of The Sons[18]
- Otoño 2006 - Voodoo Music Experience & CMJ Music Marathon
- Enero de 2007 - Winter College Tour, teloneros de The Fray
- Febrero de 2007 - Headlining European Tour
- Primavera 2007 - SXSW & Flesh And Bones Electric Fun Tour with The Cinematics, Someone Still Loves You Boris Yeltsin, Club Of The Sons, y un show con Wolfmother
- Junio de 2007 - Headlining European Tour
- Verano 2007 - Street Scene, Bluesfest, Bonnaroo, Virgin Festival (Toronto & Vancouver) & Reading Festival (United Kingdom)
- Otoño 2007 - Headlining Tour with Eisley, Pilot Speed, Voodoo Music Experience & CMJ Music Marathon
- Invierno 2007 (fines 2007 - principios 2008) - Exile In America Tour con Matchbox Twenty y Alanis Morissette
- Verano 2008 - Download 2008 Festival con las bandasThe Killers, Iggy Pop & The Stooges, and Ghostland Observatory
- Otoño 2008 - TBA Headlining Tour

## Apariciones en televisión
- 3 de febrero de 2006 - CBS - The Late Late Show con Craig Ferguson

Nota: Este fue el debut en televisión de Mute Math, tocando "Chaos".
- 19 de septiembre de 2006 - MTV News - You Hear It First
- 9 de noviembre de 2006 - MTV Canada - MTV Live

Nota: Show en vivo transmitido sólo en Canadá.
- 1 de diciembre de 2006 - ABC - Jimmy Kimmel Live

Notas: Tocan "Typical" y "Chaos". Paul rompió el puente del keytar rojo que después sería protagonista en el video Typical.
- 14 de junio de 2007 - CBS - The Late Late Show con Craig Ferguson

Notes: Performed "Typical". (2ª aparición)
- Julio de 2007 - MTV - Discover and Download
- 17 de julio de 2007 - CBS - The Late Show with David Letterman

Nota: Tocan "Typical".
- 18 de septiembre de 2007 - ABC - Jimmy Kimmel Live

Notas: presentación "al revés" en vivo de "Typical". (2ª aparición)
- 17 de octubre de 2007 - NBC - Late Night with Conan O'Brien

Nota: Tocan "Break The Same".
- 5 de julio de 2010 - Rock al Parque  - Bogotá - Colombia

Nota: Primera vez que tocan en Colombia.